# Chiesa di San Jacopo al Tempio
La chiesa di San Jacopo al Tempio si trova a San Gimignano, in provincia di Siena, arcidiocesi di Siena-Colle di Val d'Elsa-Montalcino.

## Storia
Secondo un'antica tradizione venne fondata nel 1096 da alcuni sangimignanesi reduci dalla prima crociata. Questo però non è possibile in quanto il primo insediamento in Toscana dei templari risale alla prima metà del XII secolo mentre di un hospitale de Templo costruito in contrada San Matteo nei pressi di porta San Jacopo (demolita ai primi del XX secolo) si hanno documenti soltanto a partire dal 30 luglio 1221. Sicuramente l'edificio era già stato costruito il 12 settembre 1257 quando risulta rogato in atto notarile al suo interno.
Alla metà del XIII secolo la situazione economica dell'ospedale era in cattive acque; infatti risalta che il 10 luglio 1261 l'ospedale ricevette un prestito di 10 lire d'argento da Richardino fu Scotto e l'ospedale si impegnò a restituirlo entro 11 mesi e dando come garanzia se et suos successores et bona omnia dicte domus predicte.
L'ospedale annesso alla chiesa fu spesso beneficiato da numerosi lasciti testamentari: come, ad esempio quello datato 28 dicembre 1262 fatto da Noccio di Guicciardo che lasciò 3 soldi per operi ecclesia de Templo de S. Geminiano; inoltre fu sede di magistrature come il 5 maggio 1274 quando vi si riunirono gli allibratori guelfi e spesso ottenne dei finanziamenti pubblici come quelli stanziati il 22 agosto 1308 per riparare e completare la chiesa e che probabilmente vennero usati per pagare gli affreschi di Memmo di Filippuccio, il pittore civico di San Gimignano.
La chiesa di San Jacopo risultava tra gli istituti religiosi della diocesi di Volterra esenti dalle decime e al tempo stesso era una di quelle dotate del maggior reddito; come tutte le altre magioni templari nel 1311 passò all'ordine Gerosolimitano e ciò comportò la sua annessione con l'ospedale di San Giovanni, pur mantenendo fino al 1356 il titolo di Mansione Templare e un buon reddito esente dalle tasse.
Nel 1576 venne data allo spedale S.Sepulcri Pisarum fratris religionis Hierosolimitane e in occasione della visita apostolica di quell'anno venne trovata devastata. Dal 1599 divenne di proprietà della commenda di Poggibonsi ed era officiata dalle vicine monache del convento di San Girolamo le quali, ancora oggi proprietarie dell'immobile, nel 1657, ottennero di poter costruire un cavalcavia che mettesse in comunicazione il loro convento con la chiesa.
In seguito la chiesa venne intonacata e a partire dal 26 luglio 1942 venne sottoposta a restauri che comportarono la rimozione della tettoia posta sulla facciata.

## Descrizione
L'edificio presenta un'unica navata rettangolare, senza abside, coperta a volta.

### Esterno
Il paramento murario è composto da conci di travertino disposti a corsi orizzontali e paralleli nella parte inferiore mentre la parte superiore è stata realizzata mediante l'uso di mattoni zigrinati disposti in maniera irregolare.
La facciata è a capanna e nell'ordine inferiore è aperta da un portale con arco estradossato a tutto sesto e ghiera di stile pisano; nell'architrave, su cui poggia la lunetta monolitica, è scolpito una croce dell'Ordine Templare in rilievo e le mensole sono decorate con figure antropomorfe (una cariatide è riconoscibile in quella di sinistra). L'ordine superiore della facciata presenta un rosone a ruota di carro posto sopra al portale e perfettamente inserito nella muratura; la ghiera di questo rosone è decorata con un motivo ad arcatelle cieche, caso unico nelle chiese valdelsane, mentre la cornice interna presenta una modanatura a gola sul tipo di quella visibile nella bifora della pieve di Coiano e un giro di foglioline arcuate simili a quelle visibili nella canonica di Monteriggioni. Al culmine della facciata si trova una cornice a mensole scolpite che continua per tutto il sottogronda anche sulla altre pareti, sempre come a Monteriggioni, e una serie di mattoni disposti a dente di sega. Appena sotto la cuspide della facciata sono inseriti tredici bacini ceramici dipinti a monocromo in verde o smaltati di verde-blu di provenienza magrebina e siriana (luoghi che ebbero contatti con lo spedale) databili tra la fine del XII secolo e i primi del XIII e simili a quelli posti nella chiesa di Sant'Andrea a Pisa e nella chiesa di Santa Maria a San Miniato.
Per quanto riguarda le fiancate laterali, l'unica visibile è quella meridionale. Nell'ordine inferiore il basamento in pietra è su un livello altimetrico più basso rispetto a quello della facciata ed è privo di qualsiasi decorazione mentre l'ordine superiore, in mattoni, è aperto da quattro monofore a doppio sguancio ricassato con archivolto monolitico. Nella tribuna si trova un'apertura ad occhio originale che presenta gli stessi disegni del rosone in facciata e sotto di esso si trova una monofora simile a quelle delle fiancate.
Il campanile a vela e il cavalcavia, entrambi in mattoni, furono realizzati in epoche successive.

### Interno
L'interno ad aula unica è suddiviso in cinque campate scandite da arconi trasversali che si appoggiano alternativamente su semicolonne e semipilastri e coperte da una volta a crociera in mattoni. Questa suddivisione dell'aula è praticamente unica in Toscana: soluzioni simili si trovano nell'eremo di Montespecchio dove è presente l'aula voltata mentre le volte a crociera costolonate si trovano solo nel duomo di Sovana e gli archi trasversali si trovano nella pieve vecchia di Radicondoli.
La controfacciata presenta un matroneo realizzato nel XVII secolo. Interessanti sono i semicapitelli lapidei che coronano le lesene per le forme che presentano: sono scolpiti con rosette a sei petali e a gigli, ad ampi fogliami d'acqua, a vortici oppure sono ungulati con collarino a cordone e corpo a denti, altri invece sono semplicemente squadrati
Sulla parete di fondo sono tre affreschi trecenteschi: una Madonna col Bambino fra i santi Giacomo maggiore e Giovanni evangelista di Memmo di Filippuccio posto sotto l'occhio; in basso, una Crocifissione e una Deposizione nel Sepolcro, attribuiti al Maestro della Madonna Strauss. Sul pilastro sinistro è un San Giovanni Battista dello stesso maestro, su quello di destra un San Jacopo maggiore di Pier Francesco Fiorentino; anticamente era decorata anche la lunetta della facciata con una Madonna col Bambino.
Al centro della campata orientale è collocato l'altare originale che si presenta simile a quello della Magione di Poggibonsi.